# Théâtre de la Cité-Variétés

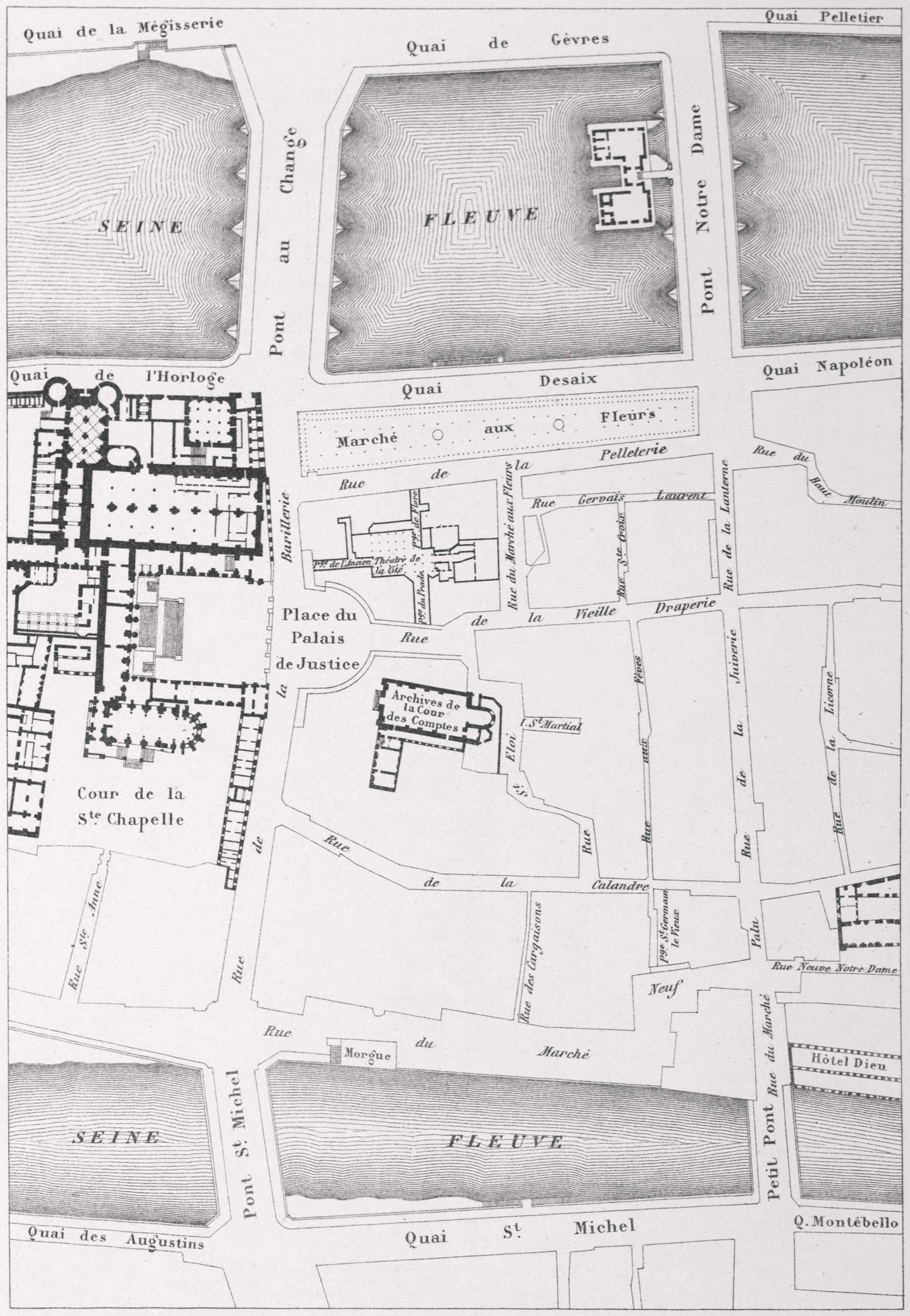
In der Mitte die Lage und Ausdehnung des Theaters

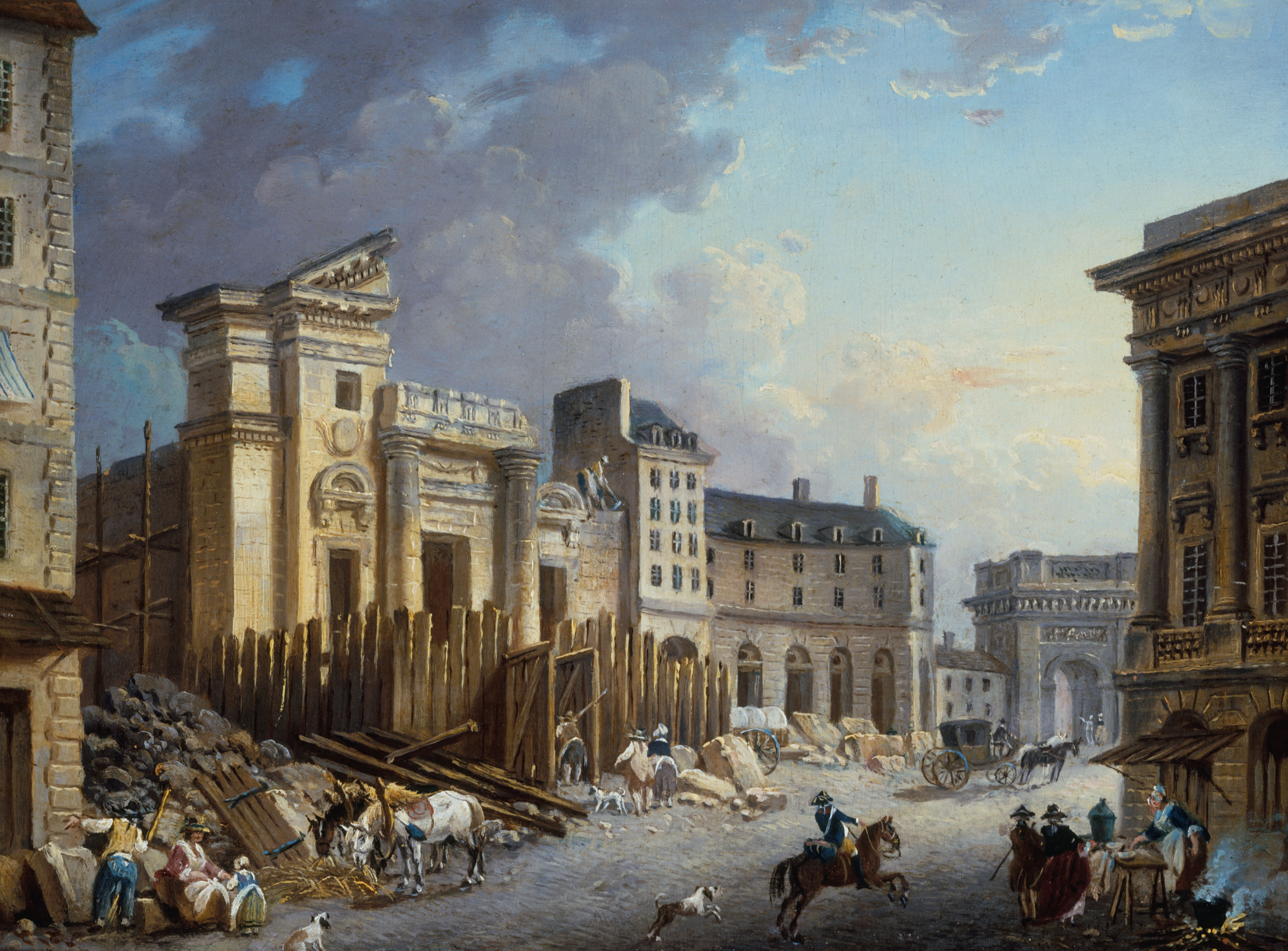
Abbruch der Kirche Saint-Barthelemy, von Pierre-Antoine Demachy

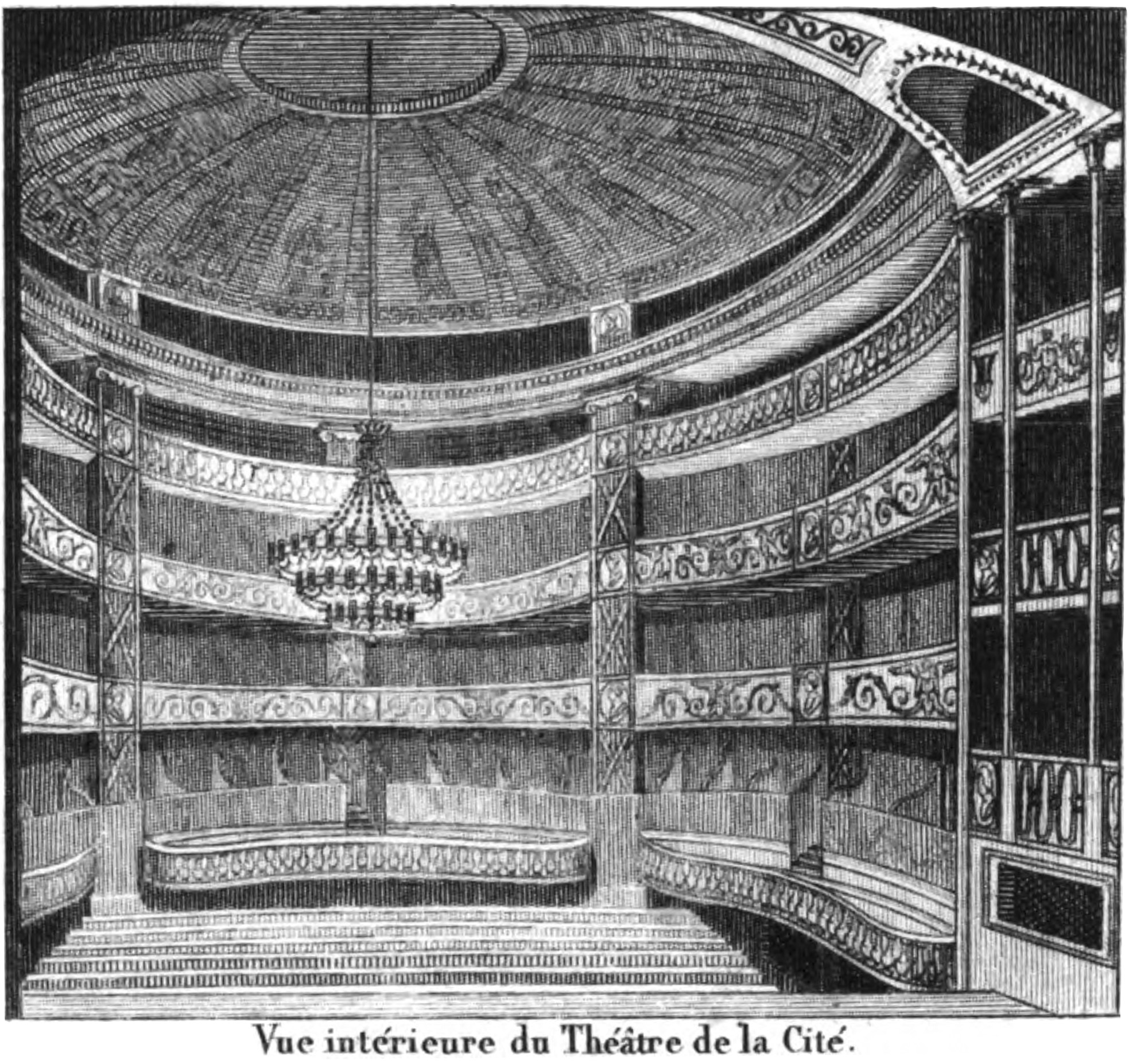
Zuschauerraum des Theaters

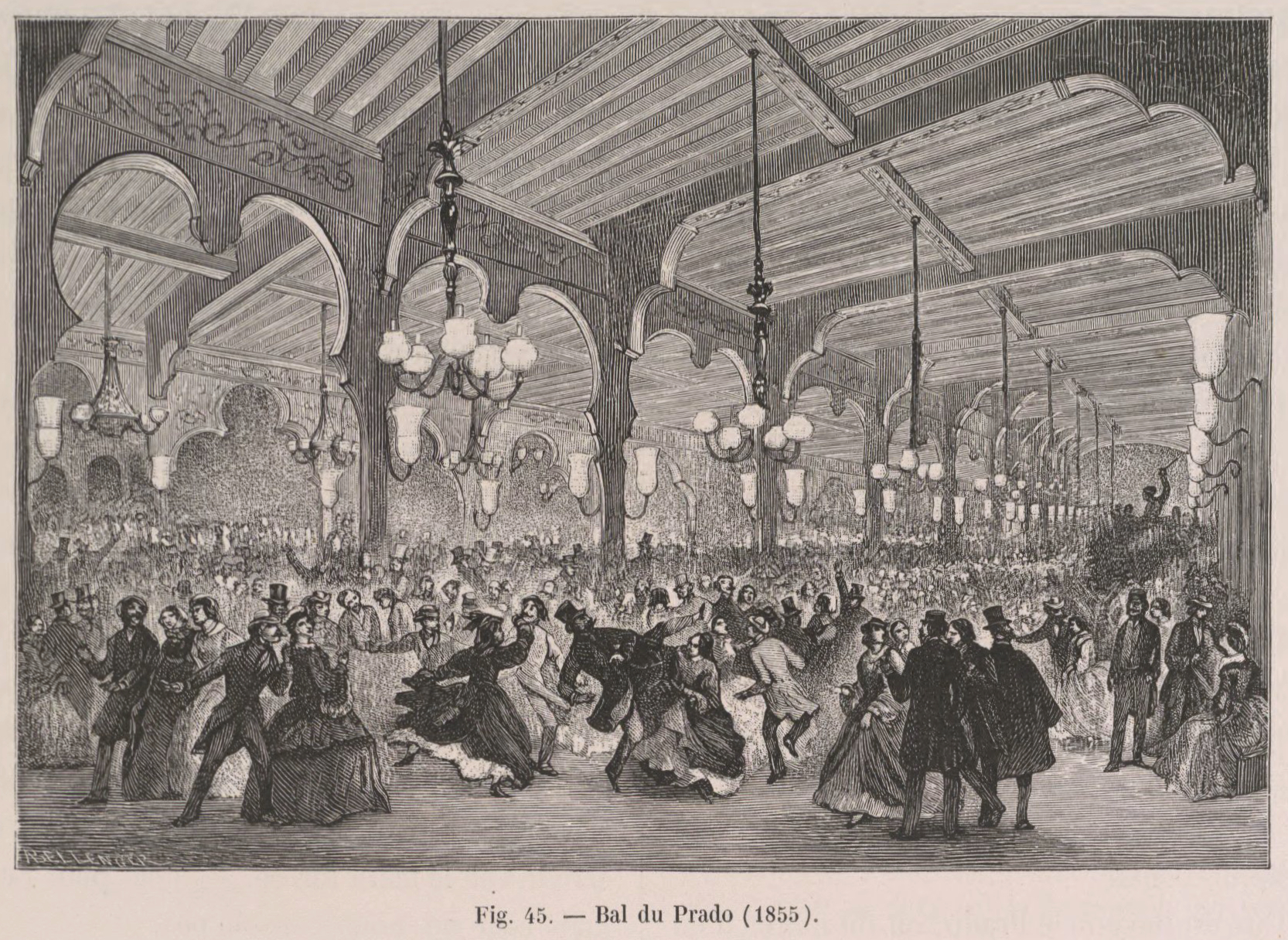
Ball im später Prado genannten Théâtre de la Cité

Das Théâtre de la Cité-Variétés ist ein ehemaliges Theater auf der Île de la Cité, im 4. Arrondissement in Paris. Es befand sich an der, zwischenzeitlich nicht mehr existenten, Rue de Barillerie. Heute befindet sich an dieser Stelle das Tribunal de commerce de Paris.

## Vorgeschichte
Bereits im 5. Jahrhundert wurde ein erster Bau, als Palastkapelle, mit dem Namen Saint-Barthélémy errichtet. Diese wurde unter Hugo Capet, um das Jahr 965, erweitert und ein Benediktinerorden angesiedelt. Im Jahr 1138 wurde sie zur königlichen Pfarrgemeindekirche, da sie gegenüber dem Stadtpalast lag, an dessen Stelle heute der Palais de Justice steht. Nachdem die Königliche Residenz in den Palais des Tuileries verlegt worden war, verlor Saint-Barthélémy seine Bedeutung und wurde zur normalen Gemeindekirche. Nach verschiedenen Renovierungen im 14. und 17. Jahrhundert war die Kirche wiederum baufällig geworden und anstatt sie zu renovieren wurde 1770 ein Neubau geplant, der jedoch nie zur Ausführung gelangen sollte.

## Lage und Architektur
Das Grundstück lag an der Rue de la Barillerie 7, unweit der Pont au Change, entlang der Rue de Pelleterie. Im Zuge der Französischen Revolution wurde die baufällige Kirche, im Jahr 1791, bis auf die Hauptfassade abgebrochen und an ihrer Stelle, vom Architekten Nicolas Lenoir, ein Theatergebäude errichtet, das zur Zeit der Erbauung das größte in Paris war und 1900 Sitzplätze zählte. Da das Haus lediglich von der Schmalseite an der Rue Barillerie einen Zugang bot, ließ der Architekt im Erdgeschoss Passagen, durch die Nachbarbebauung hindurch, anlegen: die Passage de Flore von der Rue de la Pelleterie und die Passage du Prade von der Rue de la Vieille Draperie, die beide direkt in das Vestibül führten. Die Eingänge der Fassaden waren klassizistisch gehalten und es befanden sich verschiedene Läden in diesen Durchgängen.
Über dem Ganzen befand sich der Theatersaal, ein elliptischer Hauptsaal mit rechteckiger Vorbühne. Die Wände waren durch griechische Säulen gegliedert. Die in den Saal ragende Galerie hatte, über zwei Etagen, Logen mit jeweils fünf Sitzreihen. Das Theater verfügte auch über Sanitäreinrichtungen.
Auf der, durch den Abriss des Altstadtquartiers zwischen der Rue de la Pelleterie und dem Seine-Quai, entstandenen Freifläche entstand 1808 der erste Marché aux fleurs. Dabei trat die schmucklose Außenfassade des Theaters erstmals in den Vordergrund.

## Das Theater
Eröffnet wurde das Theater unter dem Namen Henry IV, wurde kurz darauf in Théâtre du Palais des Variétés umbenannt und hieß schon im Folgejahr, 1792, Théâtre de la Cité-Variétés. Gegeben wurden Vaudevilles, Komödien und Pantomimen. Das Theater hatte bis 1799 aufgrund seiner revolutionären Stücke großen Erfolg. Dann begann der Niedergang des Hauses. 1802 übernahm eine deutsche Sängertruppe das Theater und nannte es Théâtre de Mozart. Die Truppe des Théâtre des Variétés suchte 1806 eine Übergangsspielstätte, bis ihr Stammhaus fertig war, und bespielte diese Bühne bis 1807, als das Napoleonische Theaterdekret in Kraft trat.
Nachdem 1815 das Dekret aufgehoben worden war, eröffnete auch das Theater wieder. Jedoch war das Programm des nun Spectacle des Veillées genannten Hauses nun sehr vielfältig. Es wurden zwar weiterhin reguläre Vorstellungen gegeben, aber es diente auch als Ballhaus und das Vestibül wurde als Café genutzt. Die Logen wurden für private Feiern vermietet. In den 1850er-Jahren war vom ehemaligen Theater nurmehr ein heruntergekommener Ballsaal übriggeblieben.

## Das Ende
Im Zuge des Stadtumbaus unter Georges-Eugène Haussmann sollte der Boulevard de Sébastopol über die Pont au Change fortgeführt werden. 1858 wurde das Theater geschlossen und wie das gesamte Quartier abgerissen und an diese Stelle das Tribunal de commerce de Paris erbaut.